# Монти, Мартин Джеймс
Мартин Джеймс Монти (англ. Martin James Monti; 21 апреля 1921, Сент-Луис, Миссури — 11 сентября 2000, Форт-Лодердейл, Флорида) — американский лётчик, нацистский коллаборационист.

## Биография
Родился 24 октября 1921 года в Сент-Луисе. Имел итальянские и швейцарские корни. Поступил на службу в ВВС США накануне Второй мировой войны, летал на истребителях P-39 Aircobra и P-38 Lightning, во время службы в Карачи получил звание второго лейтенанта. Позднее нёс службу в 126-й эскадрилье, управлял транспортным самолётом Curtiss-Wright C-46 Commando. Базировался в Каире, откуда совершал рейсы в Италию и Ливию. В Фодже вступил в 82-ю истребительную группу, а затем в её составе перебазировался в Неаполь, на аэродром Помильяно.
В 1944 году Монти взял на заметку один из старых самолётов Lockheed P-38 Lightning, которому требовался ремонт. 13 октября 1944 года он угнал этот самолёт и приземлился в Милане, где добровольно сдался немецкой военной администрации, предложив своё сотрудничество. Вскоре его приняли в абвер под псевдонимом «Мартин Витгаупт» (по легенде, капитан вермахта).
В конце 1944 года завербованный Монти начал работать на немецком пропагандистском радио и распространять антиамериканские призывы, а вскоре был принят в полк военных корреспондентов СС «Курт Эггерс» и начал работу на радио под руководством Гюнтера д’Алькена в Берлине. Дослужился до звания унтерштурмфюрера СС, распространял нацистские листовки среди немецких солдат и американских военнопленных. В конце войны сдался американским властям в Италии, будучи в униформе СС.
В 1946 году за факт дезертирства и добровольную сдачу в плен был приговорён к 15 годам тюрьмы, но через год был освобождён в обмен на возвращение в ряды ВВС США. В 1948 году, будучи сержантом авиации, снова попал на скамью подсудимых: ФБР удалось установить его связи с эсэсовцами. За это его приговорили к 25 годам тюрьмы, но освободили уже в 1960 году. В 1963 году Монти пытался добиться полной реабилитации по всем предъявленным обвинениям, однако потерпел неудачу. После этих событий он переехал в Форт-Лодердейл (штат Флорида, США), где до пенсии проработал на местной фабрике дослужившись до должности бригадира. Вышел на пенсию в начале 1990-х годов, умер 11 сентября 2000 года.